# Rhotala nebulosa
Rhotala nebulosa är en insektsart som beskrevs av William Lucas Distant 1914. Rhotala nebulosa ingår i släktet Rhotala och familjen vedstritar.
Artens utbredningsområde är Papua Nya Guinea. Inga underarter finns listade i Catalogue of Life.